# Desmoncus orthacanthos
Desmoncus orthacanthos es una especie de planta de la familia de las palmeras (Arecaceae).

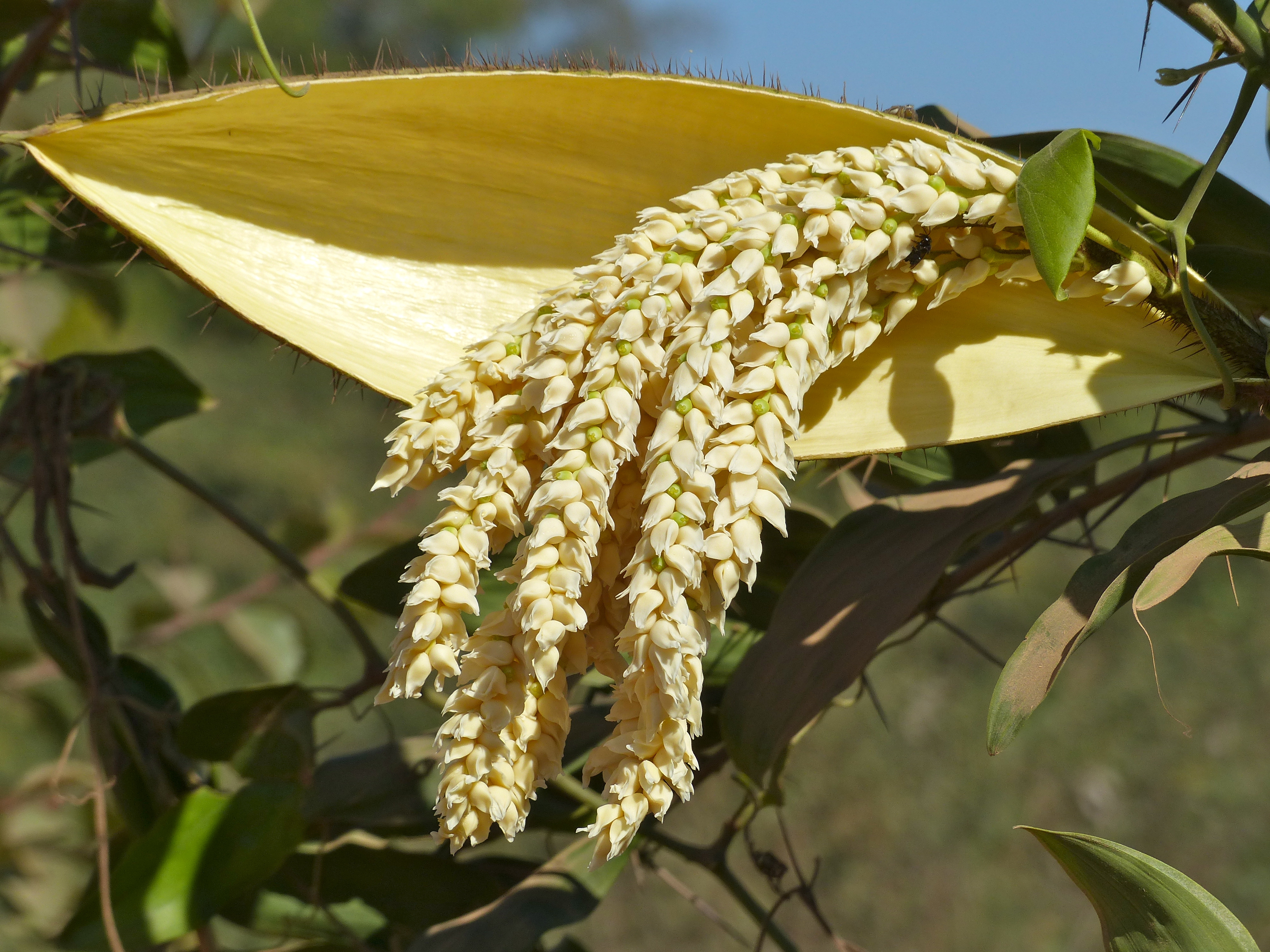
Flores

## Distribución
Es una palma trepadora del género Desmoncus,  nativa de la Suramérica tropical. Se caracteriza por sus espinas, de donde proviene si epíteto orthos, recto y acantha espina.

## Descripción
Es una palma trepadora de hasta 10 m de alto, el diámetro de su tronco es de 1 a 3 cm, sin espinas, pero cubierto por vainas armadas, o sea, con espinas, además los peciolos también son armados; las espinas son negras, largas y agudas. el raquis de la hoja es de 1,5 metros, con alrededor de 9 pares de foliolos ancho-lanceoladas y distribuidas irregularmente, de 15 cm de largo y 2 a 6 de ancho. el raquis de la inflorescencia es de 10 cm de largo con alrededor de una decena de ramas finas. Las flores son amarillas, monoicas, frutos aovados de 1 cm de color rojo al madurar.

## Cultivo
Se propaga por semillas que tardan de 1 a 10 meses en germinar, puede crecer con rapidez.

## Usos
Como planta ornamental es muy útil, además cuando crece formando barreras, estas son impenetrables, sus frutos, muy ácidos son comestibles. Del tallo se extraen fibras para fabricar cestas.

## Taxonomía
Desmoncus orthacanthos fue descrito por Carl Friedrich Philipp von Martius y publicado en Historia Naturalis Palmarum 2(3): 87, t. 69, 98. 1824.
Etimología
Desmoncus: nombre genérico que proviene del griego: Desmo, que significa "unión o lazo", y onkos que significa "gancho o barba", esto en relación con la modificación de sus foliolos.
orthacanthos: epíteto latino que significa "con espinos".
Sinonimia
Los siguientes nombres se consideran sinónimos de Desmoncus orthacanthos:
| - Desmoncus horridus Splitg. ex Mart. in A.D.d'Orbigny (1844). - Desmoncus longifolius Mart. in A.D.d'Orbigny (1844). - Desmoncus lophacanthos Mart. in A.D.d'Orbigny (1844). - Desmoncus rudentum Mart. in A.D.d'Orbigny (1844). - Desmoncus major Crueg. ex Griseb. (1864). - Desmoncus ataxacanthus Barb.Rodr. (1875). - Desmoncus palustris Trail (1876). - Desmoncus melanacanthos Mart. ex Drude in C.F.P.von Martius & auct. (1881). - Desmoncus macrocarpus Barb.Rodr. (1888). - Atitara ataxacantha (Barb.Rodr.) Kuntze (1891). - Atitara chinantlensis (Liebm. ex Mart.) Kuntze (1891). - Atitara drudeana Kuntze (1891). - Atitara horrida (Splitg. ex Mart.) Kuntze (1891). - Atitara major (Crueg. ex Griseb.) Kuntze (1891). - Atitara palustris (Trail) Kuntze (1891). - Desmoncus cuyabaensis Barb.Rodr. (1898). - Desmoncus prostratus Lindm. (1901). - Atitara cuyabaensis (Barb.Rodr.) Barb.Rodr. (1902). - Atitara lophacantha (Mart.) Barb.Rodr. (1902). | - Atitara macrocarpa (Barb.Rodr.) Barb.Rodr. (1902). - Atitara prostrata (Lindm.) Barb.Rodr. (1902). - Atitara rudenta (Mart.) Barb.Rodr. (1902). - Desmoncus angustisectus Burret (1930). - Desmoncus luetzelburgii Burret (1930). - Desmoncus werdermannii Burret (1933). - Desmoncus huebneri Burret (1934). - Desmoncus leptochaete Burret (1934). - Desmoncus kuhlmannii Burret (1938). - Desmoncus myriacanthos Dugand (1943). - Desmoncus brittonii L.H.Bailey (1947). - Desmoncus hartii L.H.Bailey (1947). - Desmoncus tobagonis L.H.Bailey (1947). - Desmoncus apureanus L.H.Bailey (1949). - Desmoncus demeraranus L.H.Bailey & H.E.Moon (1949). - Desmoncus velezii L.H.Bailey (1949). - Desmoncus multijugus Steyerm. (1951). |